# Nuestra Señora de la Concepción Aparecida
Nuestra Señora Aparecida o Nuestra Señora de la Concepción Aparecida es la advocación mariana patrona de Brasil. Su santuario se localiza en Aparecida, en el estado de São Paulo y su fiesta se conmemora el 12 de octubre.

## Historia

### Hallazgo
Hay dos fuentes sobre el hallazgo de la imagen, que se encuentran en el archivo de la Curia Metropolitana de Aparecida (anterior a 1743) y en el Archivo Romano de la Compañía de Jesús, en Roma.
Su historia tiene su inicio a mediados de 1717, cuando llegó a Guaratinguetá la noticia de que el conde de Assumar, D. Pedro de Almeida y Portugal, gobernador de la entonces Capitanía de São Paulo y Minas de Oro, iría a pasar por la población de camino a Villa Rica (actual ciudad de Ouro Preto) en Minas Gerais. Deseosos de obsequiarle con la mejor pesca que obtuviesen, tres pescadores arrojaron sus redes al río Paraíba del Sur; después de muchas tentativas infructuosas descendiendo por el curso del río llegaron el 12 de octubre a Porto Itaguaçu, donde atraparon en las redes el cuerpo de una imagen de Nuestra Señora de la Concepción sin cabeza. Tras una nueva tentativa atraparon la cabeza de la imagen. Animados por lo acontecido lanzaron de nuevo las redes con tanto éxito que obtuvieron una copiosa pesca.
La historia cuenta que, en el año 1717, el gobernador de São Paulo y Minas Gerais, don Pedro de Almeida y Portugal, conde de Assumar, pasó por la villa de Guaratinguetá camino a villa Rica. Por tal motivo, los pobladores del lugar, queriendo agasajar al invitado, solicitaron a tres pescadores, Domingo García, Felipe Pedroso e João Alves, una provisión de peces.
Estos hombres se encontraban en el río Paraíba, arrojando sus redes en el agua, cuando de repente al levantar una de ellas, encontraron una figura rota de terracota de la Virgen de la Concepción, de tan solo 36 cm. Primero hallaron el cuerpo y al arrojar otra vez la red lograron ubicar la cabeza. Luego del suceso, la pesca, que hasta ese momento había sido escasa, fue tan abundante, que tuvieron que volver a la costa por el peso que tenían sus pequeñas embarcaciones.
Uno de los pescadores llevó la imagen a su casa y le realizó un pequeño altar, unos años después crearon un oratorio, lugar que era visitado por todos los lugareños.
El 5 de mayo de 1743, se comenzó a construir un templo, que se inauguró el 26 de julio de 1745, venerando a la Virgen bajo la invocación de Nuestra Señora Aparecida.
El pueblo de Nuestra Señora Aparecida se encuentra a unos cuantos kilómetros de Guaratinguetá, villa del Estado de São Paulo.
Se ignora completamente como es que la imagen fue a parar al río, pero si se conoce su autor, un monje de São Paulo, llamado Frei Agostino de Jesús quien la moldeo en el año 1650.
La Virgen es de color moreno y está vestida con un manto grueso bordado, sus manos se ubican en el pecho en posición de oración, fue coronada solemnemente en 1904, por don José de Camargo Barros, obispo de São Paulo.
El 16 de julio de 1930, Pío XI declaró a Nuestra Señora Aparecida patrona de Brasil. El 4 de julio de 1980, el papa Juan Pablo II visitó el santuario y le dio el título de basílica.

### El crecimiento de la devoción
Durante quince años la imagen permaneció en la residencia del pescador Felipe Pedroso, donde los pescadores se reunían para rezar. La devoción fue creciendo entre el pueblo pues se decía que muchos favores fueron alcanzados por aquellas personas que rezaban delante de la imagen. La fama de los poderes extraordinarios de Nuestra Señora llegó hasta otras regiones de Brasil. Se construyó una capilla, que pronto se quedó pequeña. Debido al aumento de fieles, en 1834 se inició la construcción de una gran iglesia, la actual Basílica de Nuestra Señora Aparecida.
En 1904 la imagen fue coronada con la corona ofrecida años antes  por la Princesa Isabel en presencia del Nuncio Apostólico y del presidente de la República.
En 1929, Nuestra Señora fue proclamada patrona oficial del Brasil por determinación del papa Pío XI. El papa Juan Pablo II, en su visita a Brasil en 1980, consagró la basílica que alberga la imagen y concedió más tarde indulgencias a los devotos de Nuestra Señora Aparecida.

## Descripción de la imagen

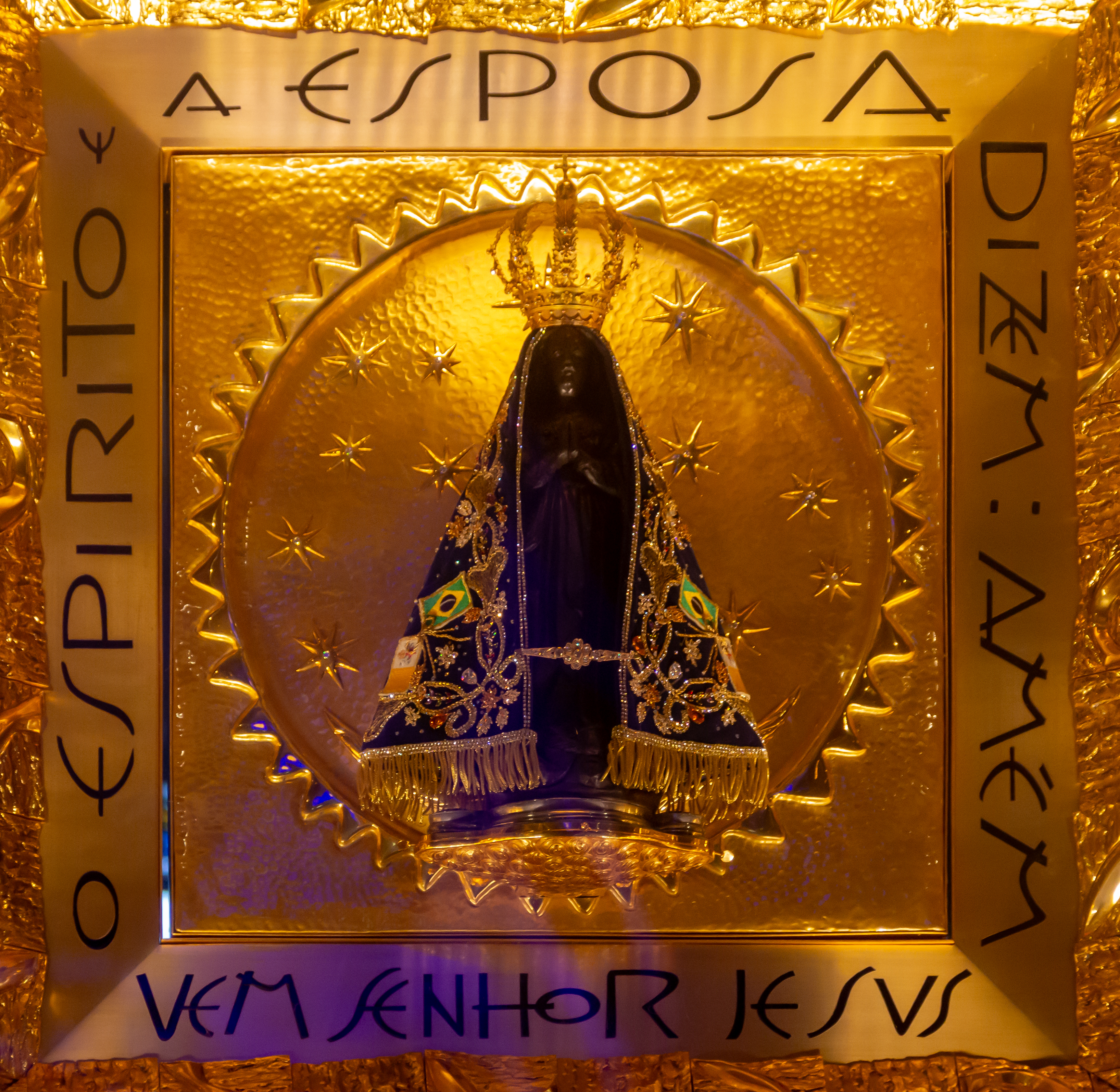
Imagen en el interior de la basílica

La imagen sacada del río era de terracota y medía 36 cm de altura. Los monjes benedictinos que la describen en aquella época, acreditan que originalmente estaba policromada, como era costumbre en la época. El color canela que presenta en la actualidad probablemente se debe a la exposición al humo de las velas de los devotos.
En 1978, tras sufrir un atentado que la redujo a casi doscientos fragmentos, fue puesta para su reconstrucción en manos de la artista María Helena Chartuni, que la restauró totalmente.
- Datos: Q2469225
- Multimedia: Our Lady Aparecida / Q2469225

Ella Trae Alegría A personas en Brasil